# 1939 no Brasil
Esta é uma cronologia dos fatos acontecimentos de ano 1939 no Brasil.

## Incumbentes
- Presidente do Brasil - Getúlio Vargas (3 de novembro de 1930 - 29 de outubro de 1945)

## Eventos
- 10 de janeiro: Criação do Parque Nacional do Iguaçu, no Paraná.
- 21 de janeiro: O primeiro poço de petróleo no país é descoberto no estado da Bahia.[1][2][3]
- 26 de janeiro: Plínio Salgado, líder integralista, é preso em São Paulo.
- 3 de junho: A primeira demonstração de televisão é realizada no Rio de Janeiro.
- 13 de agosto: Queda do hidroavião Baby Clipper NC 16933, na Ilha das Cobras, Rio de Janeiro.
- 2 de setembro: Segunda Guerra Mundial: O presidente Getúlio Vargas declara neutralidade na guerra na Europa.
- 27 de dezembro: Presidente Getúlio Vargas assina o decreto, que cria o Departamento de Imprensa e Propaganda, encarregado da censura no Estado Novo.[4]

## Nascimentos
- 7 de janeiro: Romualdo Arppi Filho, ex-árbitro de futebol.
- 18 de janeiro: Regina Silveira, artista plástica.
- 13 de junho: Antônio Pitanga, ator, participante do movimento negro.
- 1 de julho: Oldair Barchi, futebolista (m. 2014).
- 27 de julho: Paulo Silvino, ator e comediante (m. 2017).
- 15 de agosto: Monsenhor João Scognamiglio Clá Dias, fundador dos Arautos do Evangelho.

## Mortes
- 10 de janeiro: Santino Maria da Silva Coutinho, bispo católico (n. 1868).
- 28 de março: Fausto dos Santos, jogador de futebol (n. 28 de janeiro de 1905).[5]